# Majdan (obwód doniecki)
Majdan (ukr. Майдан) – wieś na Ukrainie, w obwodzie donieckim, w rejonie kramatorskim. W 2001 liczyła 1019 mieszkańców, wśród których 947 jako ojczysty język wskazało ukraiński, 71 rosyjski, a 1 białoruski.